# Мелісса Лео
Мелісса Чессінгтон Лео (англ. Melissa Chessington Leo; 14 вересня 1960, Нью-Йорк) — американська акторка, яка працює в незалежному кіно. Робота у фільмі «Замерзла річка» принесла їй у 2009 році номінацію на «Оскар» за найкращу жіночу роль. У 2011 році отримала «Оскар» і «Золотий глобус» за найкращу жіночу роль другого плану в фільмі «Боєць».

## Біографія
Народилася 14 серпня 1960.

## Вибіркова фільмографія
| Рік       |   | Українська назва                   | Оригінальна назва               | Роль                              |
| --------- | - | ---------------------------------- | ------------------------------- | --------------------------------- |
| 1985      | ф |                                    | Streetwalkin'                   | 'Cookie'                          |
| 1988      | ф | Смертельні казки                   | Deadtime Stories                | Джудіт «Мама» Баер                |
| 1992      | ф | Венеція / Венеція                  | Venice/Venice                   | Пеггі                             |
| 1994      | с | Скарлетт                           | Scarlett                        | Сью-Елен О'Гара Бентін            |
| 2003      | ф | 21 грам                            | 21 Grams                        | Маріанна Джордан                  |
| 2005      | ф | Гра у схованки                     | Hide and Seek                   | Лаура                             |
| 2008      | ф | Замерзла річка                     | Frozen River                    | Рей Едді                          |
| 2008      | ф | Право на вбивство                  | Righteous Kill                  | Шеріл Брукс                       |
| 2009      | ф | У них все добре                    | Everybody's Fine                | Колін                             |
| 2010      | ф | Боєць                              | The Fighter                     | Еліс Еклунд-Ворд                  |
| 2011      | ф | Червоний штат                      | Red State                       | Сара Купер                        |
| 2012      | ф | Рейс                               | Flight                          | Еллен Блок                        |
| 2013      | ф | Падіння Олімпу                     | Olympus Has Fallen              | Рут Макміллан                     |
| 2013      | ф | Дворецький                         | The Butler                      | Меймі Ейзенхауер (видалена сцена) |
| 2013      | ф | Світ забуття                       | Oblivion                        | Саллі                             |
| 2013      | ф | Полонянки                          | Prisoners                       | Голлі Джонс                       |
| 2013      | ф | Небезпечна ілюзія                  | Charlie Countryman              | Кейт Кантрімен                    |
| 2014      | ф | Цього ранку у Нью-Йорку            | The Angriest Man in Brooklyn    | Бетт Альтманн                     |
| 2014      | ф | Праведник                          | The Equalizer                   | Сьюзен Пламер                     |
| 2015      | ф | Гра на пониження                   | The Big Short                   | Джорджія Гейл                     |
| 2015—2016 | с | Вейворд Пайнс                      | Wayward Pines                   | медсестра Пем (11 серій)          |
| 2016      | ф | Падіння Лондона                    | London Has Fallen               | Рут Макміллан                     |
| 2016      | ф | Сноуден                            | Snowden                         | Лора Пойтрес                      |
| 2017      | ф | Послушниця                         | Novitiate                       | Марі Сен-Клер                     |
| 2017      | ф | Найбільш ненависна жінка в Америці | The Most Hated Woman in America | Медалін Мюррей О'Гейр             |
| 2018      | ф | Праведник 2                        | The Equalizer 2                 | Сьюзен Пламер                     |
| 2021      | ф | Громові сили                       | Thunder Force                   | Еллі                              |